# Saw (franquia)
Saw (no Brasil, Jogos Mortais; em Portugal, Saw) é uma franquia de terror e suspense americana criada por James Wan e Leigh Whannell. Conta com dez longas-metragens e outras mídias. A franquia gira em torno de John Kramer, também chamado de "The Jigsaw Killer", ou simplesmente "Jigsaw", o qual foi apresentado brevemente em Saw e desenvolvido com mais detalhes em Saw II. Em vez de matar suas vítimas de imediato, ele as prende em situações as quais chama de "testes" ou "jogos" para testar sua vontade de viver, o qual vale-se da tortura física ou psicológica, e acredita que, se sobreviverem, as vítimas serão reabilitadas. Apesar do fato de John ter sido assassinado em Saw III, os filmes continuam a concentrar-se na influência póstuma dele e em seus discípulos, explorando as características de John por intermédio de 
flashbacks.
Em 2003, Wan e Whannell fizeram um curta-metragem para atrair estúdios a investirem em um possível longa-metragem. Isso foi feito com sucesso em 2004 com o lançamento da primeira obra no Sundance Film Festival, a qual foi lançada nos cinemas em outubro. As sequências foram dirigidas por Darren Lynn Bousman, David Hackl e Kevin Greutert, e foram escritas por Wan, Whannell, Bousman, Patrick Melton e Marcus Dunstan, e lançadas entre 2004 e 2010. 
Em 22 de julho de 2010, o produtor Mark Burg confirmou que o sétimo filme, Saw 3D, "é o último capítulo da série". A Lionsgate expressou interesse em continuar a franquia em 2012 com uma reinicialização. Em novembro do ano seguinte, foi relatado que eles estavam em desenvolvendo uma sequela. Um oitavo filme, Jigsaw, foi lançado em outubro de 2017. Em maio de 2019, foi anunciado um nono filme, tendo o comediante e ator Chris Rock como produtor e corroteirista. Em abril de 2021, foi confirmado que uma décima parte da franquia estava em desenvolvimento, e que seria dirigido por Kevin Greutert, que anteriormente dirigiu Saw VI (2009) e Saw 3D (2010). Saw X foi lançado nos cinemas em 29 de setembro de 2023.
A franquia arrecadou mais de um bilhão de dólares nas bilheterias e com vendas de produtos, e os filmes angariaram coletivamente mais de 976 milhões ao redor do mundo até 2018. A série, em geral, recebeu avaliações de mistas a negativas por parte dos críticos, mas tem sido um sucesso financeiro e é uma das franquias de filmes de terror de maior bilheteria de todos os tempos. Enquanto os filmes são classificados como pornô de tortura pelos críticos, os criadores discordam do termo.

## Filmes
| Filme                        | Data de lançamento     | Diretor(es)          | Roteirista(s)                        | História(s)                                    | Produtor(es)                           |
| ---------------------------- | ---------------------- | -------------------- | ------------------------------------ | ---------------------------------------------- | -------------------------------------- |
| Saw                          | 29 de outubro de 2004  | James Wan            | Leigh Whannell                       | James Wan e Leigh Whannell                     | Mark Burg, Oren Koules e Gregg Hoffman |
| Saw II                       | 28 de outubro de 2005  | Darren Lynn Bousman  | Leigh Whannell e Darren Lynn Bousman | Leigh Whannell e Darren Lynn Bousman           | Mark Burg, Oren Koules e Gregg Hoffman |
| Saw III                      | 27 de outubro de 2006  | Darren Lynn Bousman  | Leigh Whannell                       | James Wan e Leigh Whannell                     | Mark Burg, Oren Koules e Gregg Hoffman |
| Saw IV                       | 26 de outubro de 2007  | Darren Lynn Bousman  | Marcus Dunstan e Patrick Melton      | Thomas Fenton, Marcus Dunstan e Patrick Melton | Mark Burg, Oren Koules e Gregg Hoffman |
| Saw V                        | 24 de outubro de 2008  | David Hackl          | Marcus Dunstan e Patrick Melton      | Marcus Dunstan e Patrick Melton                | Mark Burg, Oren Koules e Gregg Hoffman |
| Saw VI                       | 23 de outubro de 2009  | Kevin Greutert       | Marcus Dunstan e Patrick Melton      | Marcus Dunstan e Patrick Melton                | Mark Burg, Oren Koules e Gregg Hoffman |
| Saw 3D                       | 29 de outubro de 2010  | Kevin Greutert       | Marcus Dunstan e Patrick Melton      | Marcus Dunstan e Patrick Melton                | Mark Burg, Oren Koules e Gregg Hoffman |
| Jigsaw                       | 27 de outubro de 2017  | The Spierig Brothers | Josh Stolberg e Peter Goldfinger     | Josh Stolberg e Peter Goldfinger               | Mark Burg, Oren Koules e Gregg Hoffman |
| Spiral: From the Book of Saw | 14 de maio de 2021     | Darren Lynn Bousman  | Josh Stolberg e Peter Goldfinger     | Josh Stolberg e Peter Goldfinger               | Mark Burg e Oren Koules                |
| Saw X                        | 29 de setembro de 2023 | Kevin Greutert       | Josh Stolberg e Peter Goldfinger     | Josh Stolberg e Peter Goldfinger               | Mark Burg e Oren Koules                |

### Curta metragem
Lançado em 2003, serviu para apresentar o projeto aos estúdios. O curta metragem mostra a história de uma pessoa que conseguiu escapar de uma armadilha. No curta o personagem chama-se David, mas no longa-metragem a personagem é uma mulher, Amanda.

### Saw
Lançado um ano após o curta-metragem, este filme gira em torno de dois homens: Dr. Lawrence Gordon (Cary Elwes) e Adam Stanheight (Leigh Whannell), que estão presos numa armadilha dentro de um banheiro junto com um corpo de um homem (Tobin Bell) ensanguentado com um revólver e um gravador nas mãos, e uma fita em seus bolsos. Eles descobrem que Gordon tem até as 6 horas para matar Adam, caso contrário, sua esposa Alison (Monica Potter) e sua filha Diana (Makenzie Vega) seriam mortas. 

### Saw II
A primeira sequência do filme foi lançada em 2005 e mostra um grupo de pessoas que é colocado numa casa com várias armadilhas. É dado a conhecer mais sobre o assassino, Jigsaw (Tobin Bell), e Amanda Young (Shawnee Smith), sobrevivente do filme anterior.

### Saw III
Em 2006 foi lançada a terceira sequência. O filme segue a linha dos outros, com novas armadilhas, colocando pessoas à prova. Novamente protagonizado por Jigsaw (Tobin Bell), apresentado como uma pessoa frágil, mas ainda disposta a continuar com o jogo, e sua cúmplice, Amanda (Shawnee Smith), tão perigosa e cruel quanto ele.

### Saw IV
Lançada em 2007, a sequência acontece paralelamente aos acontecimentos do filme anterior. O personagem central desta vez é o tenente Rigg (Lyriq Bent), introduzido ao público no segundo filme.

### Saw V
Lançado em 2008, a sequência foca nos personagens Peter Strahm (Scott Patterson) e Mark Hoffman (Costas Mandylor) e ronda alguns mistérios. Além disso, 5 pessoas são colocadas em mais uma armadilha.

### Saw VI
Lançado em 2009, o filme é focado no corrupto William Easton (Peter Outerbridge), que tentará salvar seus funcionários e sua irmã, Pamela Jenkins (Samantha Lemole), antes que seja tarde demais. O filme também é focado novamente em Hoffman (Costas Mandylor), que será descoberto pela polícia como cúmplice das armadilhas de Jigsaw (Tobin Bell), e em Amanda Young (Shawnee Smith), que aparecerá em flashbacks inéditos e terá seus segredos pendentes dos filmes anteriores enfim revelados.

### Saw 3D
Lançado em 2010, o filme da saga mais popular de filmes de terror. Focado em Bobby Daggen (Sean Patrick Flanery) que precisará salvar entes queridos em tão pouco tempo, e remontando as origens, o filme conta novamente com o personagem Hoffman (Costas Mandylor), que descobrirá que o Dr. Gordon (Cary Elwes) - que apareceu no primeiro filme da franquia - havia sobrevivido a armadilha de Jigsaw (Tobin Bell) e Amanda (Shawnee Smith), e os ajudou durante todo esse tempo, e que pretende continuar com o trabalho deles após assassinar Hoffman, se tornando assim o quarto sucessor das armadilhas criadas por Jigsaw.

### Jigsaw
Em fevereiro de 2016, a Lionsgate confirmou o desenvolvimento do novo filme. As gravações foram feitas no Canadá, começando em setembro e terminando em outubro do mesmo ano. O longa estreou nos cinemas em 30 de novembro de 2017, dirigido pelos gêmeos Peter e Michael Spierig (2019 - O Ano da Extinção; O Predestinado).
O filme começa com cinco pessoas adormecidas numa sala de um celeiro, todas com um balde na cabeça e um laço de metal ao redor do pescoço. Uma gravação em fita explica que eles devem realizar um pequeno sacrifício de sangue e precisarão confessar seus erros passados. As correntes começam a ser puxadas em direção a 5 portas com serras circulares. Os "participantes do jogo" terão então de sobreviver às várias armadilhas onde o passado é relembrado e a vida deles é posta à prova. À medida que as investigações começam, todas as evidências apontam para um homem: John Kramer (Tobin Bell).

## Personagens
| Personagem          | Filme          | Filme           | Filme           | Filme           | Filme           | Filme           | Filme           | Filme      |
| Personagem          | Saw            | Saw II          | Saw III         | Saw IV          | Saw V           | Saw VI          | Saw 3D          | Jigsaw     |
| ------------------- | -------------- | --------------- | --------------- | --------------- | --------------- | --------------- | --------------- | ---------- |
| John Kramer/Jigsaw  | Tobin Bell     | Tobin Bell      | Tobin Bell      | Tobin Bell      | Tobin Bell      | Tobin Bell      | Tobin Bell      | Tobin Bell |
| Amanda Young        | Shawnee Smith  | Shawnee Smith   | Shawnee Smith   | Shawnee Smith   | Shawnee Smith   | Shawnee Smith   | Shawnee Smith   |            |
| Allison Kerry       | Dina Meyer     | Dina Meyer      | Dina Meyer      | Dina Meyer      | Dina Meyer      |                 |                 |            |
| Adam Stanheight     | Leigh Whannell | Leigh Whannell  | Leigh Whannell  |                 |                 |                 | Leigh Whannell  |            |
| Dr. Lawrence Gordon | Cary Elwes     | Cary Elwes      |                 |                 |                 |                 | Cary Elwes      |            |
| Eric Matthews       |                | Donnie Wahlberg | Donnie Wahlberg | Donnie Wahlberg | Donnie Wahlberg |                 |                 |            |
| Daniel Rigg         |                | Lyriq Bent      | Lyriq Bent      | Lyriq Bent      | Lyriq Bent      |                 |                 |            |
| Mark Hoffman        |                |                 | Costas Mandylor | Costas Mandylor | Costas Mandylor | Costas Mandylor | Costas Mandylor |            |
| Jill Tuck           |                |                 | Betsy Russell   | Betsy Russell   | Betsy Russell   | Betsy Russell   | Betsy Russell   |            |
| Jeff Denlon         |                |                 | Angus Macfadyen | Angus Macfadyen | Angus Macfadyen | Angus Macfadyen |                 |            |
| Lynn Denlon         |                |                 | Bahar Soomekh   | Bahar Soomekh   | Bahar Soomekh   | Bahar Soomekh   | Bahar Soomekh   |            |
| Peter Strahm        |                |                 |                 | Scott Patterson | Scott Patterson | Scott Patterson |                 |            |
| Lindsey Perez       |                |                 |                 | Athena Karkanis | Athena Karkanis | Athena Karkanis |                 |            |

## Equipe adicional e detalhes de produção
| Filme   | Música          | Cinematografia     | Edição                          | Companhia(s) produtora(s) | Distribuição     | Duração    |
| ------- | --------------- | ------------------ | ------------------------------- | --- | ---------------- | ---------- |
| Saw     | Charlie Clouser | David A. Armstrong | Kevin Greutert                  | Evolution Entertainment, Saw Productions Inc., Twisted Pictures | Lions Gate Films | 1hr 43mins |
| Saw II  | Charlie Clouser | David A. Armstrong | Kevin Greutert                  | Twisted Pictures, Evolution Entertainment, Got Films, Lions Gate Films, Saw 2 Productions                                                                                           | Lions Gate Films | 1hr 33mins |
| Saw III | Charlie Clouser | David A. Armstrong | Kevin Greutert                  | Twisted Pictures, Cinespace Film Studios, Evolution Entertainment, Saw 2 Productions, Ontario Production Services Tax Credit, Canadian Film or Video Production Services Tax Credit | Lionsgate        | 1hr 48mins |
| Saw IV  | Charlie Clouser | David A. Armstrong | Kevin Greutert & Brett Sullivan | Twisted Pictures, Ontario Production Services Tax Credit, Canadian Film or Video Production Services Tax Credit                                                                     | Lionsgate        | 1hr 32mins |
| Saw V   | Charlie Clouser | David A. Armstrong | Kevin Greutert                  | Twisted Pictures, Mandate Pictures, Ontario Production Services Tax Credit, Canadian Film or Video Production Tax Credit                                                            | Lionsgate        | 1hr 32mins |
| Saw VI  | Charlie Clouser | David A. Armstrong | Andrew Coutts                   | Twisted Pictures, A Bigger Boat, Saw VI Productions, StudioCanal | Lionsgate        | 1hr 30mins |
| Saw 3D  | Charlie Clouser | Brian Gedge        | Andrew Coutts                   | Twisted Pictures, A Bigger Boat, Serendipity Productions, StudioCanal | Lionsgate        | 1hr 30mins |
| Jigsaw  | Charlie Clouser | Ben Nott           | Kevin Greutert                  | Twisted Pictures, Burg Koules Hoffman Productions, Serendipity Productions, A Bigger Boat, Ontario Production Services Tax Credit, Canadian Film or Video Production Tax Credit     | Lionsgate        | 1hr 32mins |
| Spiral  | Charlie Clouser | Jordan Oram        | Dev Singh                       | Twisted Pictures, Burg Koules Hoffman Productions, Canadian Film or Video Production Tax Credit, Dahlstar, Serendipity Productions                                                  | Lionsgate        | 1hr 34mins |